# Gravesia laxiflora
Gravesia laxiflora là một loài thực vật có hoa trong họ Mua. Loài này được (Naudin) Baill. mô tả khoa học đầu tiên.